# Hunur, Devadurga
Hunur là một làng thuộc tehsil Devadurga, huyện Raichur, bang Karnataka, Ấn Độ.